# Giải đua ô tô Công thức 1 Tây Ban Nha 2012
Giải đua ô tô Công thức 1 Tây Ban Nha 2012 (tên chính thức là Formula 1 Gran Premio de España Santander 2012) diễn ra vào ngày 13 tháng 5 tại trường đua Catalunya ở Montmeló và là chặng đua thứ năm của giải đua xe Công thức 1 2012.

## Bối cảnh
Sau giải đua ô tô Công thức 1 Bahrain, Sebastian Vettel dẫn đầu bảng xếp hạng các tay đua, hơn Lewis Hamilton 4 điểm và hơn Mark Webber 5 điểm. Trong bảng xếp hạng các đội đua, Red Bull-Renault dẫn đầu với 9 điểm trước McLaren-Mercedes và hơn Lotus-Renault 44 điểm.

## Kết quả

### Vòng phân hạng
| Vị trí                   | Số xe | Tay đua            | Đội đua              | Q1       | Q2       | Q3                  | Vị trí xuất phát |
| ------------------------ | ----- | ------------------ | -------------------- | -------- | -------- | ------------------- | ---------------- |
| 1                        | 18    | Pastor Maldonado   | Williams-Renault     | 1:23.380 | 1:22.105 | 1:22.285            | 1                |
| 2                        | 5     | Fernando Alonso    | Ferrari              | 1:23.276 | 1:22.862 | 1:22.302            | 2                |
| 3                        | 10    | Romain Grosjean    | Lotus-Renault        | 1:23.248 | 1:22.667 | 1:22.424            | 3                |
| 4                        | 9     | Kimi Räikkönen     | Lotus-Renault        | 1:23.406 | 1:22.856 | 1:22.487            | 4                |
| 5                        | 15    | Sergio Pérez       | Sauber-Ferrari       | 1:24.261 | 1:22.773 | 1:22.533            | 5                |
| 6                        | 8     | Nico Rosberg       | Mercedes             | 1:23.370 | 1:22.882 | 1:23.005            | 6                |
| 7                        | 1     | Sebastian Vettel   | Red Bull-Renault     | 1:23.850 | 1:22.884 | Không lập thời gian | 7                |
| 8                        | 7     | Michael Schumacher | Mercedes             | 1:23.757 | 1:22.904 | Không lập thời gian | 8                |
| 9                        | 14    | Kamui Kobayashi    | Sauber-Ferrari       | 1:23.386 | 1:22.897 | Không lập thời gian | 9                |
| 10                       | 3     | Jenson Button      | McLaren-Mercedes     | 1:23.510 | 1:22.944 |                     | 10               |
| 11                       | 2     | Mark Webber        | Red Bull-Renault     | 1:23.592 | 1:22.977 |                     | 11               |
| 12                       | 11    | Paul di Resta      | Force India-Mercedes | 1:23.852 | 1:23.125 |                     | 12               |
| 13                       | 12    | Nico Hülkenberg    | Force India-Mercedes | 1:23.720 | 1:23.177 |                     | 13               |
| 14                       | 17    | Jean-Éric Vergne   | Toro Rosso-Ferrari   | 1:24.362 | 1:23.265 |                     | 14               |
| 15                       | 16    | Daniel Ricciardo   | Toro Rosso-Ferrari   | 1:23.906 | 1:23.442 |                     | 15               |
| 16                       | 6     | Felipe Massa       | Ferrari              | 1:23.886 | 1:23.444 |                     | 16               |
| 17                       | 19    | Bruno Senna        | Williams-Renault     | 1:24.981 |          |                     | 17               |
| 18                       | 21    | Vitaly Petrov      | Caterham-Renault     | 1:25.277 |          |                     | 18               |
| 19                       | 20    | Heikki Kovalainen  | Caterham-Renault     | 1:25.507 |          |                     | 19               |
| 20                       | 25    | Charles Pic        | Marussia-Cosworth    | 1:26.582 |          |                     | 20               |
| 21                       | 24    | Timo Glock         | Marussia-Cosworth    | 1:27.032 |          |                     | 21               |
| 22                       | 22    | Pedro de la Rosa   | HRT-Cosworth         | 1:27.555 |          |                     | 22               |
| Thời gian 107%: 1:28.363 |       |                    |                      |          |          |                     |                  |
| —                        | 23    | Narain Karthikeyan | HRT-Cosworth         | 1:31.122 |          |                     | 232              |
| Bị loại (EX)             | 4     | Lewis Hamilton     | McLaren-Mercedes     | 1:22.583 | 1:22.465 | 1:21.707            | 241              |

Chú thích:
- ^1  – Lewis Hamilton bị loại khỏi vòng phân hạng và bị tụt xuống vị trí cuối cùng vì không cung cấp đủ nhiên liệu cho FIA để phân tích.
- ^2  – Narain Karthikeyan không thể đặt thời gian trong vòng 107% của thời gian nhanh nhất trong phần đầu tiên của vòng phân hạng. Anh được phép bắt đầu cuộc đua theo quyết định của ban quản lý.

### Cuộc đua
Các tay đua ghi điểm cùng với đội đua tương ứng được biểu thị bằng chữ in đậm.
| Vị trí  | Số xe | Tay đua            | Đội đua              | Số vòng | Thời gian/ Bỏ cuộc | Vị trí xuất phát | Số điểm |
| ------- | ----- | ------------------ | -------------------- | ------- | ------------------ | ---------------- | ------- |
| 1       | 18    | Pastor Maldonado   | Williams-Renault     | 66      | 1:39:09.145        | 1                | 25      |
| 2       | 5     | Fernando Alonso    | Ferrari              | 66      | +3.195             | 2                | 18      |
| 3       | 9     | Kimi Räikkönen     | Lotus-Renault        | 66      | +3.884             | 4                | 15      |
| 4       | 10    | Romain Grosjean    | Lotus-Renault        | 66      | +14.799            | 3                | 12      |
| 5       | 14    | Kamui Kobayashi    | Sauber-Ferrari       | 66      | +1:04.641          | 9                | 10      |
| 6       | 1     | Sebastian Vettel   | Red Bull-Renault     | 66      | +1:07.576          | 7                | 8       |
| 7       | 8     | Nico Rosberg       | Mercedes             | 66      | +1:17.919          | 6                | 6       |
| 8       | 4     | Lewis Hamilton     | McLaren-Mercedes     | 66      | +1:18.140          | 24               | 4       |
| 9       | 3     | Jenson Button      | McLaren-Mercedes     | 66      | +1:25.246          | 10               | 2       |
| 10      | 12    | Nico Hülkenberg    | Force India-Mercedes | 65      | +1 vòng            | 13               | 1       |
| 11      | 2     | Mark Webber        | Red Bull-Renault     | 65      | +1 vòng            | 11               |         |
| 12      | 17    | Jean-Éric Vergne   | Toro Rosso-Ferrari   | 65      | +1 vòng            | 14               |         |
| 13      | 16    | Daniel Ricciardo   | Toro Rosso-Ferrari   | 65      | +1 vòng            | 15               |         |
| 14      | 11    | Paul di Resta      | Force India-Mercedes | 65      | +1 vòng            | 12               |         |
| 15      | 6     | Felipe Massa       | Ferrari              | 65      | +1 vòng            | 16               |         |
| 16      | 20    | Heikki Kovalainen  | Caterham-Renault     | 65      | +1 vòng            | 19               |         |
| 17      | 21    | Vitaly Petrov      | Caterham-Renault     | 65      | +1 vòng            | 18               |         |
| 18      | 24    | Timo Glock         | Marussia-Cosworth    | 64      | +2 vòng            | 21               |         |
| 19      | 22    | Pedro de la Rosa   | HRT-Cosworth         | 63      | +3 vòng            | 22               |         |
| Bỏ cuộc | 15    | Sergio Pérez       | Sauber-Ferrari       | 37      | Bộ truyền          | 5                |         |
| Bỏ cuộc | 25    | Charles Pic        | Marussia-Cosworth    | 35      | Ổ trục             | 20               |         |
| Bỏ cuộc | 23    | Narain Karthikeyan | HRT-Cosworth         | 22      | Lốp xe             | 23               |         |
| Bỏ cuộc | 19    | Bruno Senna        | Williams-Renault     | 12      | Tai nạn            | 17               |         |
| Bỏ cuộc | 7     | Michael Schumacher | Mercedes             | 12      | Tai nạn            | 8                |         |

## Bảng xếp hạng sau cuộc đua

### Bảng xếp hạng các tay đua
| Vị trí | Tay đua          | Đội đua              | Số điểm | Thay đổi vị trí |
| ------ | ---------------- | -------------------- | ------- | --------------- |
| 01     | Sebastian Vettel | Red Bull-Renault     | 61      | +/-0            |
| 02     | Fernando Alonso  | Ferrari              | 61      | 3               |
| 03     | Lewis Hamilton   | McLaren-Mercedes     | 53      | 1               |
| 04     | Kimi Räikkönen   | Lotus-Renault        | 49      | 3               |
| 05     | Mark Webber      | Red Bull-Renault     | 48      | 2               |
| 06     | Jenson Button    | McLaren-Mercedes     | 45      | 2               |
| 07     | Nico Rosberg     | Mercedes             | 41      | 1               |
| 08     | Romain Grosjean  | Lotus-Renault        | 35      | +/-0            |
| 09     | Pastor Maldonado | Williams-Renault     | 29      | 5               |
| 10     | Sergio Pérez     | Force India-Mercedes | 22      | 1               |

- Lưu ý: Chỉ có mười vị trí đứng đầu được liệt kê trong bảng xếp hạng này.

### Bảng xếp hạng các đội đua
| Vị trí | Đội đua              | Số điểm | Thay đổi vị trí |
| ------ | -------------------- | ------- | --------------- |
| 01     | Red Bull-Renault     | 109     | +/-0            |
| 02     | McLaren-Mercedes     | 98      | +/-0            |
| 03     | Lotus-Renault        | 84      | +/-0            |
| 04     | Ferrari              | 63      | +/-0            |
| 05     | Mercedes             | 43      | +/-0            |
| 06     | Williams-Renault     | 43      | 1               |
| 07     | Sauber-Ferrari       | 41      | 1               |
| 08     | Force India-Mercedes | 18      | +/-0            |
| 09     | Toro Rosso-Ferrari   | 6       | +/-0            |
| 10     | Marussia-Cosworth    | 0       | +/-0            |
| 11     | Caterham-Renault     | 0       | +/-0            |
| 12     | HRT-Cosworth         | 0       | +/-0            |